# Ryan Kelley
Ryan Jonathan Kelley (ur. 31 sierpnia 1986 w Putnam Valley, Illinois) – amerykański aktor.
Urodził się i wychowywał w Glen Ellyn, na zachodnich przedmieściach Chicago. Ryan jest piątym dzieckiem spośród piętnaściorga rodzeństwa; dziewięcioro z nich zostało adoptowane. Od drugiego roku życia Kelley zagrał w ponad 50 kampaniach reklamowych. Ryan Kelley jest znany przede wszystkim ze swoich ról w Tajemnice Smallville, w którym gra 13-letniego Ryana Jamesa. W USA rozpoznawany jest za swoją rolę jako Ben Tennyson w Ben 10: Alien Swarm zrealizowane dla Cartoon Network. 
Większe role w Skradzione lato, serialu dokumentalnego dla Project Greenlight. W 2006 roku otrzymał rolę w Listach z Iwo Jimy oraz Modlitwy za Bobby’ego, filmie który swoją premierę miał w dniu 24 stycznia 2009 roku. Od 2014 do 2017 roku drugoplanowa rola jako Jordan Parrish, zastępca szeryfa w serialu Teen Wolf.

## Filmografia
- Roommates (1995)
- Charming Billy (1999) jako Duane
- Stolen Summer (2002) jako Seamus O'Malley
- Stray Dogs (2002) jako Fred Cater
- Smallville (2002) jako Ryan James
- The Dust Factory (2004) jako Ryan Flynn
- Mean Creek (2004) jako Clyde
- The Dust Factory (2014) jako Rayan Flynn
- Boston Legal: "Let Sales Ring" (2005) jako Stuart Milch
- Outlaw Trail: The Treasure of Butch Cassidy (2006) jako Roy Parker
- 2016 Listy z Iwo Jimy, jako żołnierz piechoty morskiej (Marine #2)
- Still Green (2006) jako Alan
- Still Green (2007)
- Terminator: SCC: "What He Beheld" (2008) jako Derek Reese.
- Prayers for Bobby (2009) jako Bobby Griffith.
- Cold Case (2009) jako Curt.
- Mending Fences (2009) jako Chuck.
- Law & Order: SVU (2009) jako Enzo Cook.
- Ben 10: Alien Swarm (2009) jako Ben Tennyson.
- Teen Wolf (2014-2016) jako Jordan Parrish
- War Pigs (2015) jako William York